# Bobata

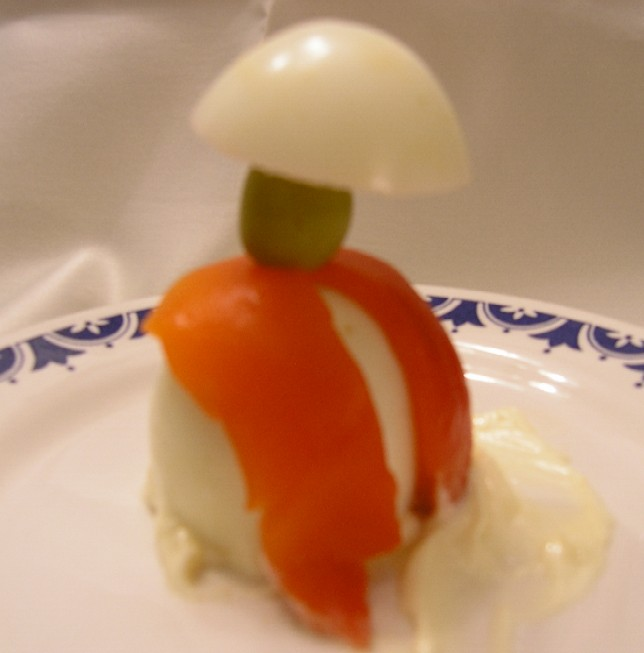
Bobata.

La bobata es una tapa, entrante o aperitivo compuesto de huevo, aceituna, pimiento y mayonesa. Su forma pintoresca viene dada por un palillo o mondadientes de madera pinchado en el centro del huevo sosteniendo una estructura vertical.

## Características
Se cuece un huevo duro, se pela y se secciona uno de los polos, sin llegar a la yema. Se deposita el huevo sobre un lecho de mayonesa apoyado en la base formada por la sección. Se pincha el palillo en el centro en la parte superior del huevo y en él se insertan una tira de pimiento rojo en conserva dispuesto a modo de corbata, una aceituna sin hueso o rellena de anchoa y, en el extremo del palillo, la sección extraída anteriormente del huevo colocada a modo de sombrero.

## Origen y tradición

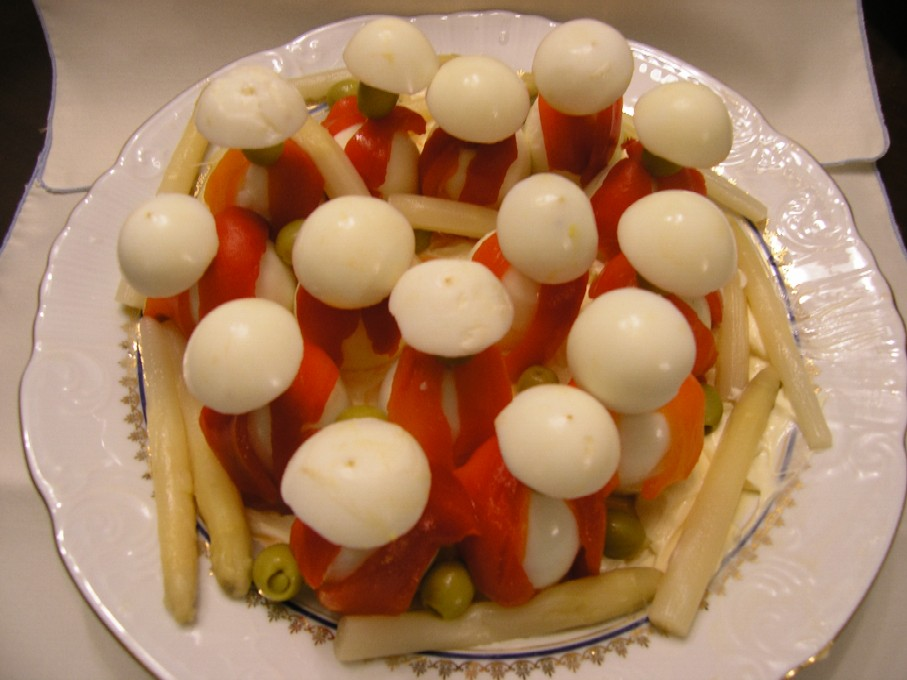
Fuente navideña.

El origen de este plato no se ha determinado completamente, barajándose como las dos ubicaciones más plausibles Canarias y Asturias, posiblemente de la mano de emigrantes asturianos establecidos en las Islas Afortunadas.
La bobata surge como un alimento divertido para los niños, como un ejercicio de imaginación para así mantenerlos sentados a la mesa y no correteando en torno a esta.
La estricta tradición prescribe que este plato se ha de preparar en una única ocasión en el año, concretamente para la cena de Nochebuena.
También hay constancia de su preparación desde los años 30 del siglo XX. en la zona norte de las provincias de Córdoba y Jaén, donde existen o existieron explotaciones mineras, denominándose soldaditos y siendo típicos de las festividades de Semana Santa, posiblemente e igual que en el caso canario, llevadas por emigrantes asturianos procedentes de las zonas mineras de aquella región.

## Etimología
Se cree que su denominación proviene de la deformación fonética de la palabra huevo. Cuenta la leyenda que fue una niña de corta edad quien bautizó de forma espontánea a este plato, imprimiendo con este gesto un sello de perdurabilidad a algo que había surgido de forma improvisada y sin vocación de permanencia y convirtiéndolo así en una tradición de ya casi medio siglo de continuidad.
A medida que mayor variedad y número de comensales ha disfrutado de este plato, otras denominaciones han surgido con el mismo afán simpático que siempre lo ha caracterizado: A los niños les gusta llamarlo "marcianitos" por su colorido y su figura rechoncha, pequeña cabeza y especie de escafandra. Tampoco ha faltado quien le encontrase similitud con un majestuoso mandarín chino por el gracioso tocado, similar a un sombrero chino, y la corbata roja que sugiere una especie de kimono; de ahí el neologismo "huevo mandarín".

## Innovación
A medida que más y más gente va descubriendo y disfrutando de este peculiar plato, se produce la inevitable variación, innovación y enriquecimiento del mismo.

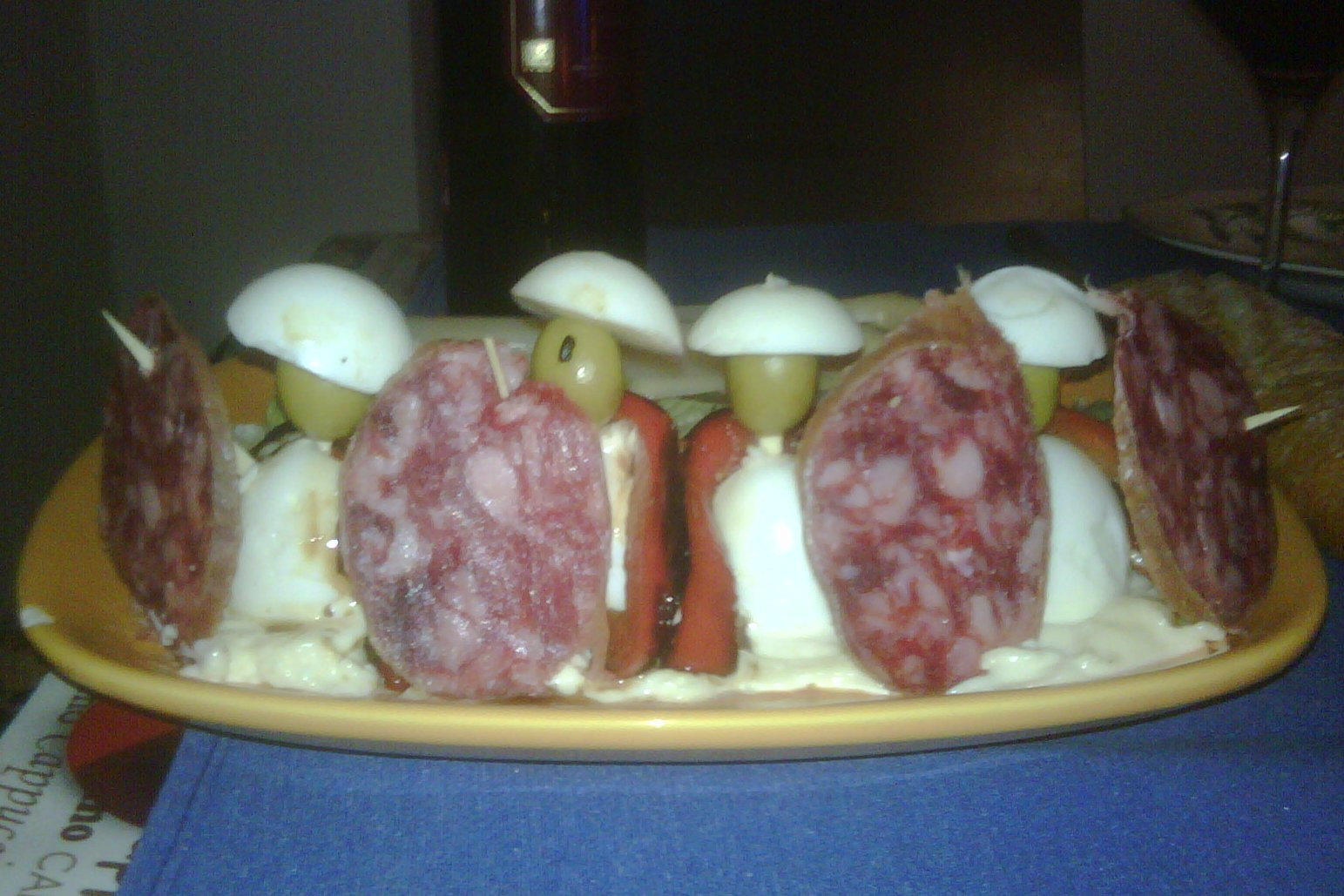
Soldados de salami.

### Soldados de salami
Surgida de un chiste, nace la idea de los Soldados de salami como apócope del título de la novela del escritor Javier Cercas, Soldados de Salamina, llevada al cine con el mismo título por el director David Trueba, y como respuesta plástica al interrogante: ¿qué ocurriría si a esta especie de soldaditos de huevo se les añadiese un rodaja de salami ensartada en su cuerpo con un mondadientes a modo de escudo? 
- Datos: Q5730873